# Wober Lopes Pinheiro Júnior
Wober Lopes Pinheiro Júnior (Natal, 11 de novembro de 1958 (66 anos)) é um deputado estadual brasileiro. Entre 2004 e 2006, serviu como secretário da educação do estado do Rio Grande do Norte. Em 2015, foi sentencionado por improbidade administrativa nessa função.